# NGC 1181
NGC 1181 é uma galáxia espiral (Sb) localizada na direcção da constelação de Eridanus. Possui uma declinação de -15° 03' 10" e uma ascensão recta de 3 horas, 01 minutos e 42,8 segundos.
A galáxia NGC 1181 foi descoberta em 1886 por Frank Leavenworth.